# 深笛義也
深笛 義也（ふかぶえ よしなり、1959年-）は、日本のフリーライター。

## 人物
1959年東京都生まれ。横浜市内で育つ。18歳から29歳まで三里塚闘争に参加し、戦旗派に所属。空港や警察施設への襲撃に参加した。成田空港管制塔占拠事件での成功体験に興奮し、来たるべきときには管制塔占拠の重責を担うくらいの闘士になっていたいと願ったが、熱田派の軟化に反発するセクトに疑問を抱くようになり、成田用水事業への抗議活動で逮捕されたのを機に、セクトを離れた。
30代でライターになる。執筆の傍ら、無実の死刑囚の救済に取り組んでいる。

## 著作
- 『エロか?革命か?それが問題だ!』鹿砦社、2010年11月。ISBN 978-4846307714。
- 『労働貴族』鹿砦社、2013年6月。ISBN 978-4846309589。
- 『女性死刑囚』鹿砦社、2013年12月。ISBN 978-4846309794。
- 『罠』サイゾー、2017年6月。ISBN 978-4866250878。